# Lex Tommy
Lex Tommy är föreslaget namn på de delar i LVM, Lagen om vård av missbrukare, som handlar om socialtjänstens skyldigheter att starta en utredning om tvångsomändertagande enligt 7 § och om omedelbart tvångsomhändertagande enligt 13 §.
Namnet Lex Tommy kommer från den unge missbrukaren Tommy Nilsson som dog av en överdos i december 2004. Hans föräldrar hade då förgäves kämpat i flera månader för att socialtjänsten skulle göra ett tvångsingripande för att bryta Tommys destruktiva missbruk. I en dom fälld av Göteborgs tingsrätt den 17 november 2009 fastslås myndigheternas ansvar för att LVM ska tillämpas och enhetschef Tomas Dunér döms till dagsböter för tjänstefel då han "genom att inte inleda en utredning enligt 7 § efter Tommy Nilssons återfall i missbruk september 2004 och sedan denne lämnat urinprov som var positiva åsidosatt vad som gällt för hans uppgift.".